# Célula gigante

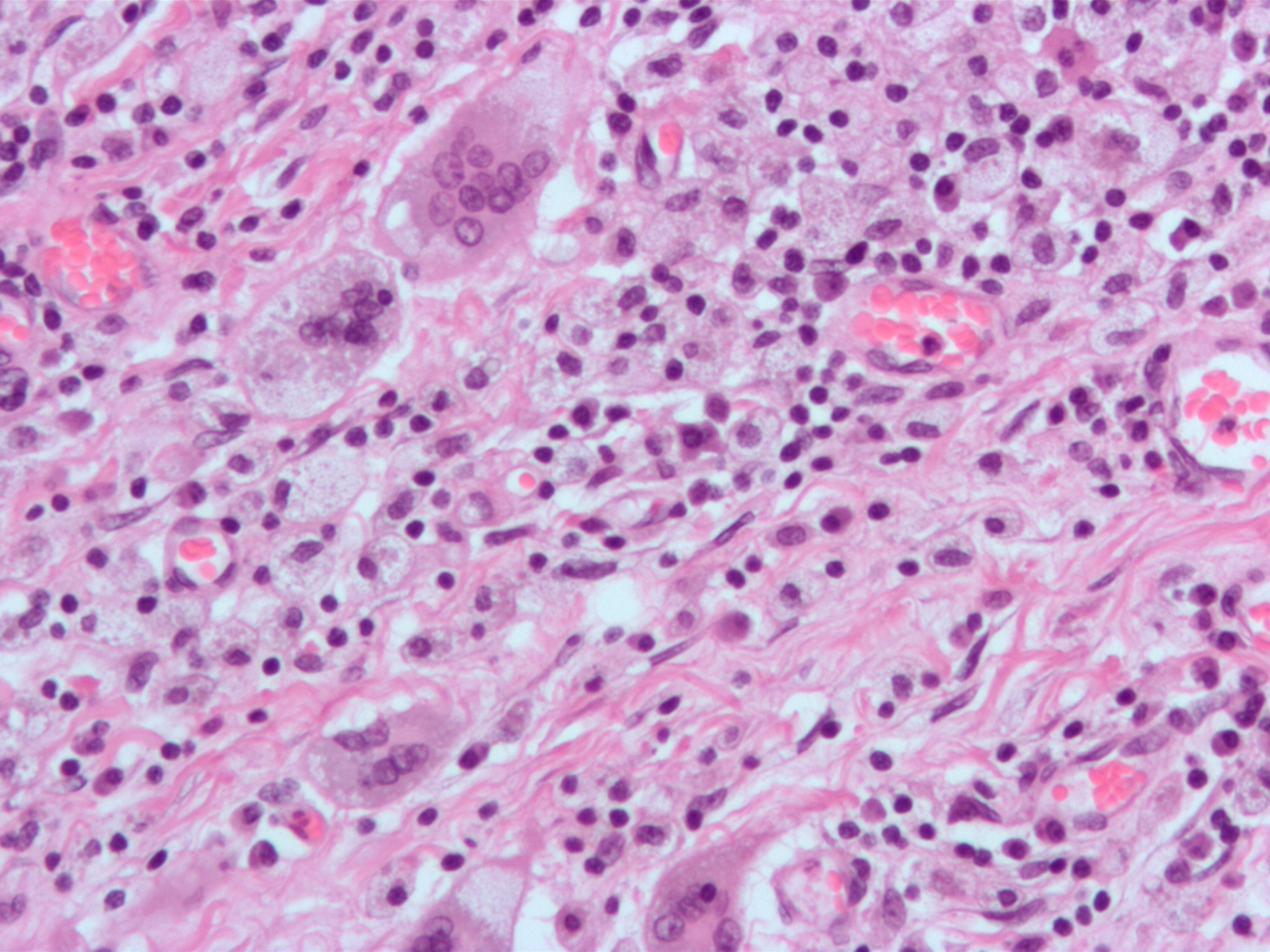
Células gigantes multinucleadas devido a uma infeção; coloração H&E.

Uma célula gigante é uma massa de vários núcleos formada a partir da união de macrófagos, que muitas vezes forma granulomas. Ao redor desta célula existe uma camada de fibroblastos, que com o tempo depositam colágeno, tal que substitui todo o granuloma por uma cicatriz mielinizada.